# Amoureusement vôtre (album)
Albums de Mireille Mathieu
Son grand numéro
(1998) Coffret Reader’s digest
(2003)
Amoureusement vôtre est un coffret de la chanteuse française Mireille Mathieu regroupant 57 chansons en français sur 3 CD. Le premier CD est la réédition de l'album datant de 1985 Les grandes chansons françaises.

## Chansons de la compilation
- CD 1

1. La vie en rose (Édith Piaf/Louiguy)
2. Je suis seule ce soir (Rose Noël/Jean Casanova/Paul Durand)
3. Moulin Rouge (Jacques Larue/Georges Auric)
4. Le premier rendez-vous (Louis Poterat/René Sylviano)
5. Les trois cloches (Jean Villard)
6. Padam Padam (Henri Contet/Norbert Glanzberg)
7. Ne me quitte pas (Jacques Brel)
8. Comme d'habitude (Gilles Thibaut/Jacques Revaux/Claude François)
9. Plaisir d'amour (Charles Level/Johannes Paul Martini)
10. Milord (Georges Moustaki/Marguerite Monnot)
11. Non, je ne regrette rien (Michel Vaucaire/Charles Dumont)
12. Les feuilles mortes (Jacques Prévert/Joseph Kosma)
13. La mer (Charles Trenet/Albert Lasry)
14. C'est si bon (André Hornez/Henri Betti)
15. Parlez-moi d'amour (Jean Renoir)
16. Hymne à l'amour (Édith Piaf/Marguerite Monnot)
17. La quête (Jacques Brel/Mitch Leigh)

- CD 2

1. Une femme amoureuse (Eddy Marnay/R. et B. Gibb)
2. Un jour on dit je t'aime (M. Simille/B. de Lancray/Paul de Senneville/O. Toussaint)
3. A Blue Bayou (Eddy Marnay  -  R. Orbinson / J. Melson)
4. Un dernier mot d'amour (Claude Lemesle/R. Carlos)
5. Nos souvenirs (Eddy Marnay/T. S. Elliot/T. nunn/A. Lloyd Webber)
6. Quelque chose est arrivé (Eddy Marnay/Gino Mescoli)
7. On ne vit pas sans se dire adieu (H. Djian/Zacar)
8. Folle, folle, follement heureuse (T. Renis/A. Testa/Charles Aznavour)
9. Oui, j'ai envie d'être aimée (Catherine Desage/Francis Lai)
10. Tu m'apportais des fleurs (Eddy Marnay/Neil Diamond)
11. Va sans moi (Eddy Marnay/Jean Claudric)
12. Romantica (Catherine Desage/G. Gustin)
13. L'amour oublie le temps (Catherine Desage/Christian Bruhn)
14. Un peu de bleu (Claude Lemesle/R. Leight)
15. Ciao Bambino Sorry (Pierre Delanoë/V. Pallavicini)
16. Roma, Roma, Roma (R. Bernet/Christian Bruhn)
17. L'enfant de l'Irlande (Jean-Marie Moreau/B. Weinsman)
18. Andy (Paul Anka/Eddy Marnay)
19. Chanter (Claude Lemesle/Jean-Pierre Bourtayre/Jacques Revaux)
20. Mon credo (André Pascal/Paul Mauriat)

- CD 3

1. Pardonne-moi ce caprice d'enfant (Patricia Carli)
2. Allo (Eddy Marnay/L. Richie)
3. T'aimer (Pierre André Dousset/Francis Lai)
4. Apprends-moi (H. Djian/Polizzy/Natili/Ramoino)
5. Je t'aime avec ma peau (Catherine Desage/Francis Lai)
6. Au dernier printemps de notre vie (Michel Jourdan/Roland Vincent)
7. Et tu seras poète (Jean-Pierre Lang/Roland Vincent)
8. Mais toi (Eddy Marnay/Raymond Bernard)
9. Le vent de la nuit (Catherine Desage/Christian Bruhn)
10. Je chante pour toi (Pierre André Dousset/W. Marks)
11. Le vieux café de la rue d'Amérique (Eddy Marnay/P. Kartner)
12. Après toi (Claude Lemesle/U. Balsamo)
13. Donne ton cœur, donne ta vie (Patricia Carli)
14. Je me parle de toi (Pierre André Dousset/Francis Lai)
15. La tête en feu (Claude-Michel Schönberg)
16. C'était pas la peine (Michel Jourdan/Noam Kaniel)
17. Vivre pour toi (Pierre André Dousset/Christian Gaubert)
18. Amour défendu (Eddy Marnay)
19. Il n'est resté que l'amour (Claude Lemesle/Pierre Delanoé/Alice Dona)
20. Quand tu t'en iras (version 2002) (Jacques Plante/A. Testa/Eros Sciorilli)